# Cuarteto de cuerda n.º 3 (Mozart)
El Cuarteto de cuerda n.º 3 en sol mayor, K. 156/134b fue escrito por Wolfgang Amadeus Mozart a finales de 1772, en Milán. Se trata del segundo de una serie de seis cuartetos, conocidos como Cuartetos milaneses, ya que fueron compuestos en Milán, mientras Mozart estaba trabajando en su ópera Lucio Silla.

## Estructura
Consta de tres movimientos:
1. Presto.
2. Adagio.
3. Tempo di minuetto.